# Перезвон (фестиваль)
Перезвон — крупнейший в России и СНГ фестиваль колокольного звона. Художественный руководитель фестиваля — московский звонарь Илья Дроздихин.
В 2008 году фестиваль прошел на территории ГМЗ «Царицыно» и собрал 400 профессиональных звонарей и более 10000 зрителей, фестиваль занял свою уникальную нишу в возрождении древней традиции колокольного звона.

## Хронология

### Перезвон 1999
Время проведения: 28-29 августа 1999 года.
Место проведения: Саввино-Сторожевский монастырь, Звенигород
Участники: 80 звонарей.
Количество зрителей: 1 тысяча человек.

### Перезвон 2005
Время проведения: 3-4 сентября 2005 года.
Место проведения: Храм Троицы в Орехове-Борисове, Москва
Участники: 150 звонарей.
Количество зрителей: 2 тысячи человек.

### Перезвон 2007
Время проведения: 15 апреля 2007 года.
Место проведения: Храм иконы Божией Матери Знамение в Ховрине, Москва
Участники: 300 звонарей.
Количество зрителей: 7 тысяч человек.

### Перезвон 2008
Время проведения: 3-4 мая 2008 года.
Место проведения: музей-заповедник «Царицыно», Москва
Участники: 400 звонарей.
Количество зрителей: 10 тысяч человек.

### Перезвон 2009
Время проведения: 26 апреля 2009 года.
Место проведения: Храм новомучеников и исповедников Российских в Бутове, Москва
Участники: 200 звонарей.
Количество зрителей: 1 тысяча человек.

### Перезвон 2010
Время проведения: 11 апреля 2010 года.
Место проведения: Храм Ризоположения на Донской, Москва
Участники: 200 звонарей.
Количество зрителей: 500 человек.

### Перезвон 2011
Время проведения: 1 мая 2011 года.
Место проведения: Храм святителя Николая в Сабурове, Москва
Участники: 400 звонарей.
Количество зрителей: 1 тысяча человек.